# Stazione di Russi
Stazione di Russi vasútállomás Olaszországban, Russi településen.

## Vasútvonalak
Az állomást az alábbi vasútvonalak érintik:
- Castelbolognese–Ravenna-vasútvonal
- Faenza–Ravenna-vasútvonal

## Kapcsolódó állomások
A vasútállomáshoz az alábbi állomások vannak a legközelebb:
- Stazione di Bagnacavallo (Stazione di Castelbolognese-Riolo Terme, Castelbolognese–Ravenna-vasútvonal)
- Stazione di Granarolo Faentino (Stazione di Ravenna, Faenza–Ravenna-vasútvonal)
- Stazione di Godo (Stazione di Ravenna, Castelbolognese–Ravenna-vasútvonal, Faenza–Ravenna-vasútvonal)